# Matija Capar
Matija Capar (20. listopada 1984. – 4. lipnja 2018.), bio je hrvatski igrač malog nogometa i standardni član hrvatske malonogometne reprezentacije i hrvatskog kluba MNK Futsal Dinamo (2015. – 2018.). Stradao je u teškoj prometnoj nesreći 4. lipnja 2018. godine.

## Vanjske poveznice
- UEFA - profil (engl.)